# Jüdischer Frauenbund
Jüdischer Frauenbund, var en tysk judisk kvinnoförening, bildad 1904. 
Den var en av pionjärföreningarna inom den judiska kvinnorörelsen, och var tillsammans med National Council of Jewish Women och Union of Jewish Women of England  en av grundarföreningarna av International Council of Jewish Women 1912.